# Pfaffenhoffen

Pfaffenhoffen este o comună în departamentul Bas-Rhin, Franța. În 1 ianuarie 2018 avea o populație de 2.680 de locuitori.